# Dichochrysa varians
Dichochrysa varians is een insect uit de familie van de gaasvliegen (Chrysopidae), die tot de orde netvleugeligen (Neuroptera) behoort. 
Dichochrysa varians is voor het eerst wetenschappelijk beschreven door Kimmins in 1959.